# Per Olof Nisser
Per Olof Nisser, född 31 juli 1931 i Bern, är en svensk präst, teolog och psalmförfattare. 

## Biografi
Per-Olof Nisser prästvigdes i Linköping 1957. Han blev stiftsadjunkt 1961 och förbundssekreterare i Riksförbundet Kyrkans Ungdom 1965. År 1972 utsågs han till sekreterare i Svenska kyrkans utbildningsnämnd, vars ordförande han blev 1985. Nisser blev domprost i Linköping 1989 och emeritus 1996.
Nisser var ledamot av och senare sekreterare i 1969 års psalmkommitté. Han finns representerad i Den svenska psalmboken 1986 med två verk (nr 78 och 509).
Nisser disputerade i kyrkovetenskap vid Lunds universitet 2005 på doktorsavhandlingen Ett samband att beakta: psalm, psalmbok, samhälle. Han visade där hur begreppen mission,  evangelisation, diakoni och ekumenik samt arbetsliv och "ungdomens nya situation" påverkat efterkrigstidens psalmförfattande och slagit igenom i 1986 års psalmbok i jämförelse med dem från 1819 och 1937. Nisser räknas till en av nutidens främsta svenska hymnologer.  Han är huvudredaktör för det stora psalmlexikonet Psalmernas väg.  Kommentarer till text och musik i Den svenska psalmboken, 1-4, 2014-2019.

### Familj
Per-Olof Nisser är son till ryttmästaren fil. lic. Carl Nisser (1908–1990), ägare till Olsbacka herrgård i Dalarna, och hans maka Karin Geijer, dotterson till geologen Per Geijer och brorson till konsthistorikern Wilhelm Nisser.

## Psalmer
- Av goda makter underbart bevarad (nr 509) 1973 efter Dietrich Bonhoeffers dikt "Von guten Mächten"
- O Jesus Krist, dig till oss vänd (nr 78) bearbetad 1983 Finns på Wikisource.